# Eugenio Cecconi
(Dalla prima pastorale)
Eugenio Cecconi (Firenze, 4 febbraio 1834 – Firenze, 15 giugno 1888) è stato un arcivescovo cattolico, poeta e letterato italiano.

## Biografia
Originario di Firenze, fu, oltre che uomo di chiesa, un poeta e letterato. Profondo conoscitore della storia, seppe capire i tempi che stavano mutando prima degli altri, e forse non venne capito a fondo per essere pienamente apprezzato.
Dopo una lunga malattia pubblicò una lettera pastorale intitolata "La Pace", che fu ripresa da molti uomini politici.
Quando i protestanti celebrarono il quarto centenario della nascita di Lutero, anche a Firenze, dove all'epoca circa un terzo della popolazione erano stranieri, ci fu un gran numero di manifestazioni e cerimonie. In quell'occasione l'arcivescovo scrisse uno studio storico in difesa della fede cattolica nella sua città.
Morì di cancro il 15 giugno 1888 e fu sepolto nel cimitero monumentale della Ven. Arciconfraternita della Misericordia di Firenze, il Camposanto dei "Pinti".

## Genealogia episcopale e successione apostolica
La genealogia episcopale è:
- Cardinale Scipione Rebiba
- Cardinale Giulio Antonio Santori
- Cardinale Girolamo Bernerio, O.P.
- Arcivescovo Galeazzo Sanvitale
- Cardinale Ludovico Ludovisi
- Cardinale Luigi Caetani
- Cardinale Ulderico Carpegna
- Cardinale Paluzzo Paluzzi Altieri degli Albertoni
- Papa Benedetto XIII
- Papa Benedetto XIV
- Papa Clemente XIII
- Cardinale Marcantonio Colonna
- Cardinale Giacinto Sigismondo Gerdil, B.
- Cardinale Giulio Maria della Somaglia
- Cardinale Carlo Odescalchi, S.I.
- Cardinale Costantino Patrizi Naro
- Arcivescovo Eugenio Cecconi

La successione apostolica è:
- Vescovo Marcello Mazzanti (1876)